# حمله به فرودگاه ژیتومیر

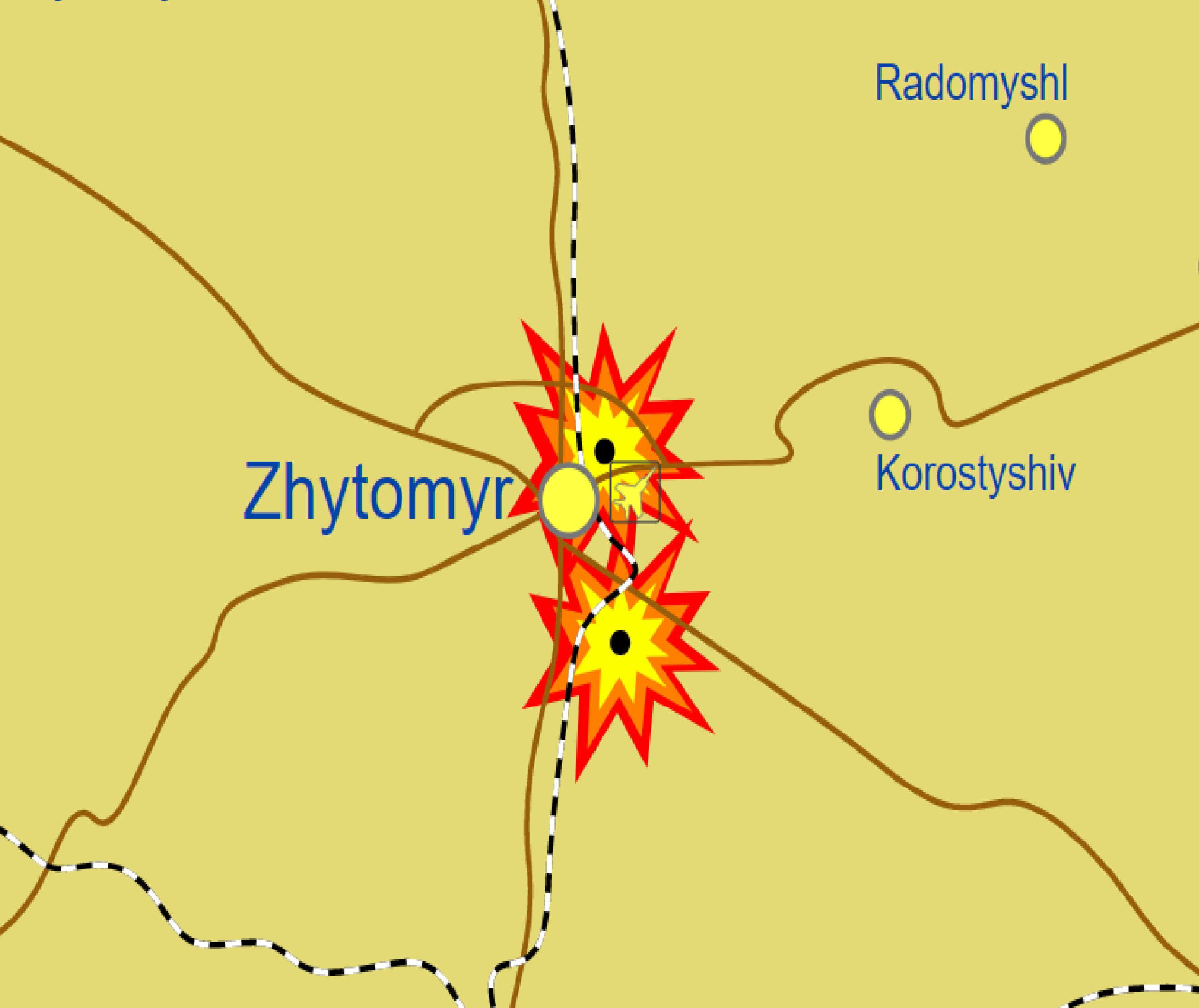
حمله به فرودگاه ژیتومیر

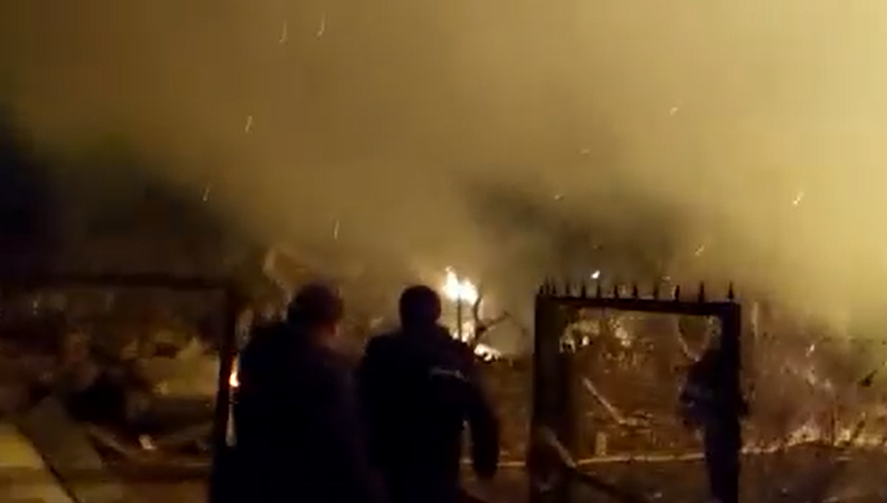
عکس از حمله به فرودگاه ژیتومیر، ۲۷ فوریه ۲۰۲۲

حمله به فرودگاه ژیتومیر در ۲۷ فوریه ۲۰۲۲ در جریان تهاجم روسیه به اوکراین در شهر ژیتومیر، اوکراین، با فاصله ۱۵۰ کیلومتر (۹۳ مایل) از کی‌يف، پایتخت این کشور رخ داد. براساس گزارش‌های منتشرشده، روسیه در این حمله از سامانه موشکی اسکندر ۹کا۷۲۰ واقع در بلاروس برای حمله به فرودگاه غیرنظامی ژیتومیر استفاده کرده است. 